# Scaphoideus
Scaphoideus  (лат.) — род цикадок из отряда полужесткокрылых. Около 160 видов. 

## Распространение
Неарктика, Палеарктика, Ориентальная область, Афротропика.

## Описание
Цикадки размером 4-6 мм. Стройные, узкие, с довольно сильно закругленно выступающей вперед головой. Переход лица в темя закруглённый, темя узкое. В СССР 3 вида.
- Scaphoideus albovittatus Matsumura, 1913
- Scaphoideus aurantius Kamitani & Hayashi, 2013
- Scaphoideus brevistylus Kamitani & Hayashi, 2013
- Scaphoideus festivus Matsumura, 1902
- Scaphoideus kumamotonis Matsumura, 1914
- Scaphoideus pristiophorus Kamitani & Hayashi, 2013
- Scaphoideus rubroguttatus Matsumura, 1914
- Scaphoideus ryukyuensis Kamitani & Hayashi, 2013[1].
- Scaphoideus titanus Ball, 1932
- Другие виды